# 索賽蒂希爾 (新澤西州米德爾塞克斯縣)
索賽蒂希爾（英語：Society Hill）是位於美國新澤西州米德爾塞克斯縣的普查規定居民點。

## 人口
根據2020年美國人口普查的數據，索賽蒂希爾的面積為3.594平方千米，當中陸地面積為3.593平方千米，而水域面積為0.001平方千米。當地共有人口3829人，而人口密度為每平方千米1,065.39人。